# Явін IV

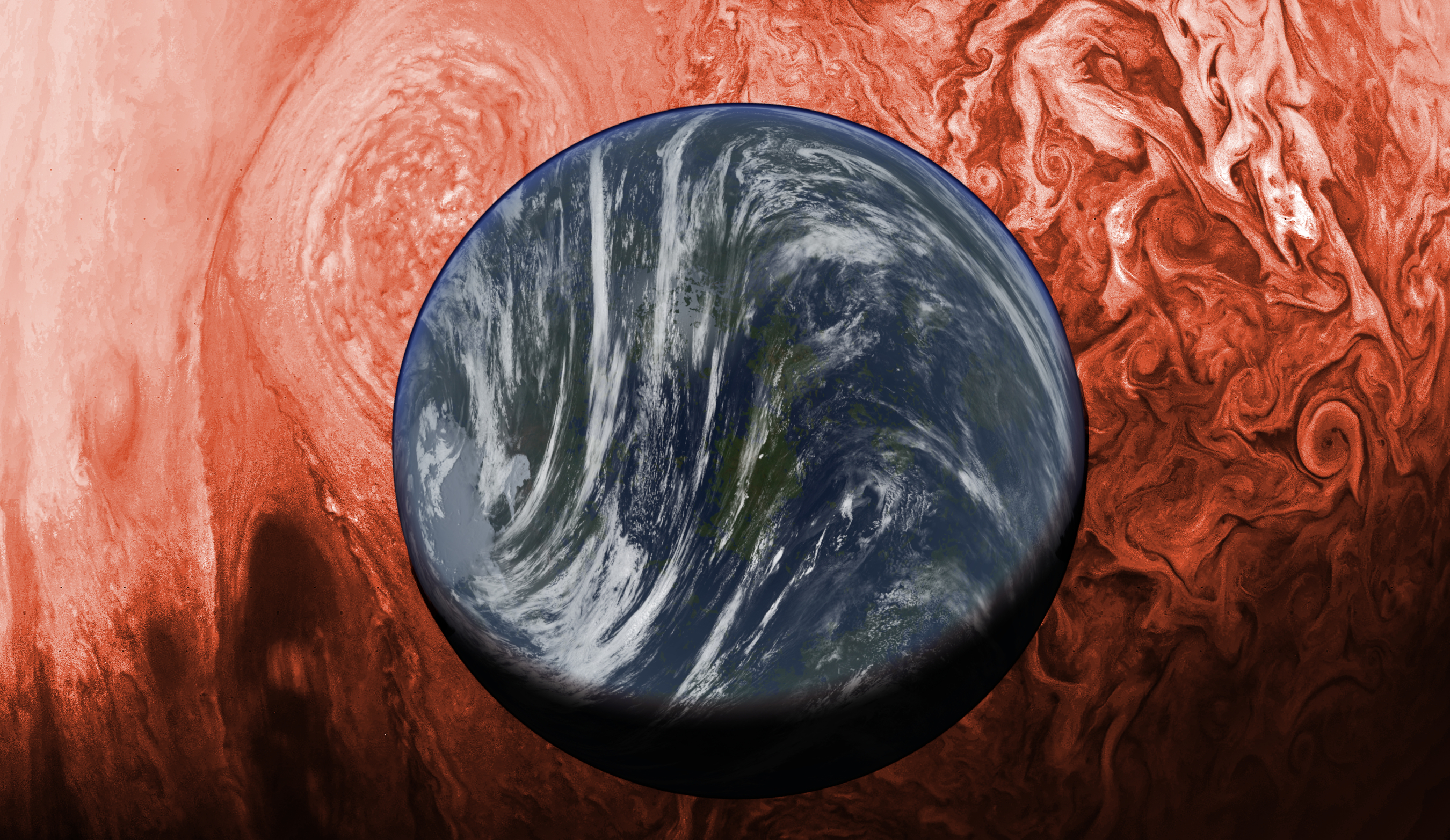

Явін IV (англ. Yavin IV)— вигадана планета з всесвіту Зоряних війн. Четвертий супутник газового гіганта Явін, придатний для життя, з бурхливою тропічною природою. Супутник став «центром» в галактичній багатотисячолітній історії і побачив величезну кількість подій галактичного масшабу.
Спочатку супутник став притулком темного лорда ситхів Нагі Садоу і його поплічників. Люди Садоу побудували храми посеред джунглів супутника. Явін IV став свідком підйому і падіння темного джедая Екзара Куна, а також був місцем розміщення таємної бази повстанців, при обороні якої була знищена перша «Зірка Смерті». Згодом на супутнику Люком Скайвокером була заснована Академія джедаїв, відома як Праксеум.